# 萩原幽香子
萩原 幽香子（はぎわら ゆかこ、1911年（明治44年）4月11日 - 2007年（平成19年）10月10日）は、日本の教育者、政治家。参議院議員（1期、民社党）。

## 経歴
兵庫県神崎郡粟賀村（現神河町）生まれ。1931年兵庫県立明石女子師範学校（現神戸大学国際人間科学部）卒。卒業後は兵庫県内の小中学校に勤務し、大広小学校長、兵庫県社会教育主事となる。
民社党兵庫県支部連婦人少年局長を務め、1968年の第8回参議院議員通常選挙において兵庫地方区から民社党公認で立候補し、当選した。6年後の1974年の第10回参議院議員通常選挙で落選した。参院選に落選後の1976年の第34回衆議院議員総選挙で兵庫4区から民社党公認で立候補したが落選した。
1981年春の叙勲で勲三等宝冠章受章。
2007年10月10日、急性呼吸不全のため死去、96歳。死没日をもって正五位に叙される。

## 著作
- 『十字架を背負うもの:婦人校長の手記』教学研究社、1951年。
- 『伸びゆく婦人』みるめ書房、1960年。
- 『幽香子:自叙伝』萩原幽香子、1975年。
- 『どないしまひょ:男と女・嫁姑の身上相談』神戸新聞出版センター、1977年。
- 『続・自叙伝夫逝きて』はぎ保育園、1981年。
- 文を書くおかあさんの会編『暮らしをつづる:「おかあさん」の25年』神戸新聞出版センター、1983年。
- 文を書くおかあさんの会編『暮らしをつづる:「おかあさん」の25年 続』神戸新聞出版センター、1984年。
- 『のぞましい親とは』〈ファミリーシリーズ〉富士社会教育センター、1984年。
- 『時には野菊の如く時には向日葵のように』芳武印刷、1993年。